# 제브란 바실
제브란 제르제 바실 (1970년 6월 21일 ~)은 2015년부터 레바논 정당 자유애국운동 대표를 맡고 있는 레바논의 정치인이다. 마론파 기독교인인 게브란은 미셸 아운 대통령의 사위이며, 2005년부터 아운의 최고 수석 고문을 맡고 있다.
바트룬에서 태어난 바실은 자유애국운동(FPM)에 합류하여 자유애국운동에서 영향력이 강한 활동가가 되었다. 2005년 레바논 총선과 2009년 레바논 총선에 출마했으며, 사드 하리리 제1기 사드 하리리 내각에서 통신부 장관으로 임명되었다. 2011년, 바실과 야권의 모든 장관들이 사임을 발표했고, 이는 정부의 붕괴로 이어졌다.
이후 2011년부터 2014년까지 에너지수자원부 장관, 2014년부터 2020년까지 외교이민부 장관을 지냈다. 2018년 총선에서는 바트룬 지역구와 마론파 종파 의원 의석을 얻었다. 2019년 말에는 레바논에서 벌어진 대규모 시위의 표적이 되었다.
바실은 레바논에서 논란이 많은 인물이다. 그는 자주 부패, 인종차별주의, 족벌주의로 비난을 받았으며, "레바논에서 가장 미움받는 사람"으로 낙인찍혔다. 바실은 이러한 주장이 광범위한 인신 공격 음모의 일환이라고 주장하면서 인정하지 않았다. 그는 마그니츠키법에 따라 미국의 제재를 받았다.

## 같이 보기
- 자유애국운동
- 미셸 아운
- 도둑정치
- 마그니츠키법